# Paraserixia
Paraserixia is een kevergeslacht uit de familie van de boktorren (Cerambycidae). De wetenschappelijke naam van het geslacht werd voor het eerst geldig gepubliceerd in 1954 door Breuning.

## Soorten
Paraserixia omvat de volgende soorten:
- Paraserixia borneensis Breuning, 1982
- Paraserixia flava Breuning, 1965